# Assedio di Hull (1642)
L'assedio di Hull del 1642 fu un fatto d'arme che si svolse dal 10 al 27 agosto 1642 presso l'omonima città inglese. Esso fu parte della prima guerra civile inglese, contrapponendo Realisti e Parlamentaristi.
Carlo I cercava di assicurarsi il potente arsenale di Kingston upon Hull, nell'East Riding dello Yorkshire. Si avvicinò al villaggio sul finire del mese di aprile del 1642, ma venne respinto dalle forze parlamentaristi locali guidate dal parlamentarista Sir John Hotham. Carlo si ritirò a York, ma a luglio ricevette la notizia che Hotham lo avrebbe assistito.
Carlo marciò quindi verso la città con 4000 uomini. Nel frattempo, Hull era stata rinforzata via mare ed il parlamento vi aveva inviato sir John Meldrum quale comandante della guarnigione locale in quanto aveva iniziato a dubitare della lealtà di Hotham. Quando fu davanti al cancello della città, Hotham rifiutò al re l'ingresso ed iniziò così un assedio che i realisti affidarono al conte di Lindsey dal momento che il re aveva fatto ritorno a York. Meldrum guidò una serie di sortite dal villaggio, e dopo una di queste particolarmente significativa che il 27 luglio riuscì a distruggere il magazzino dei realisti ad ovest della cittadina, Lindsey dovette lasciare l'assedio e ritirarsi con le forze del re a York.

## Antefatto
Nel 1642, i disaccordi tra il parlamento inglese ed il re in materia religiosa, fiscale e legislativa erano ormai giunti al culmine. All'inizio di gennaio di quell'anno, Carlo I tentò senza successo di arrestare cinque membri del parlamento inglese che gli si opponevano. Avendo fallito l'operazione, realizzò che il parlamento aveva più sostenitori a Londra di lui e per questo lasciò la capitale, preparandosi ad una guerra che pareva ormai imminente.

### Hull
Nel XVII secolo, Kingston upon Hull, o Hull, era la seconda città dello Yorkshire; con una popolazione di 7 000 abitanti, solo il capoluogo York più a nord era più popolosa. L'accesso al Mare del Nord gli consentiva l'esportazione di prodotti lavorati nell'Inghilterra settentrionale; la sua posizione geografica, posta alla confluenza dei fiumi Hull e Humber, la rendeva dominante anche nel mercato interno.
Nella sua storia militare dello Yorkshire, David Cooke la definiva "un villaggio molto importante", mentre la Victoria County History la descriveva come "strategicamente importante". Il suo arsenale posto presso Lowgate era il secondo in termini di grandezza di tutta l'Inghilterra dopo quello della Torre di Londra; nel 1642, conteneva 120 pezzi d'artiglieria, 7000 barili di polvere da sparo e fucili per 16 000-20 000 uomini.
La posizione della cittadina la rendeva naturalmente particolarmente difendibile. La città era stata fortificata nel XIV secolo e le difese erano state implementate nel tempo. Dagli anni '30 del Seicento, Hull appariva completamente racchiusa da mura; sulla riva occidentale del fiume Hull, le mura medievali erano state rinforzate con un fossato e l'aggiunta di 25 torri. Sulla riva orientale, si trovavano mura spesse 3 metri con tre casematte erette all'epoca di Enrico VIII.
In preparazione delle Guerre dei Vescovi, le difese vennero migliorate ulteriormente: il fossato venne ripulito e ne venne scavato uno in aggiunta. Tra i due fossati vennero installate delle batterie d'artiglieria nei pressi delle porte della città e vennero costruiti dei ripari per esse. Ponti levatoi vennero posti presso il Beverley Gate ed il North Gate, e la città venne rifornita di ulteriore artiglieria. Vennero posizionate inoltre delle chiuse presso i due fiumi per permettere alla guarnigione di inondare all'occasione le terre circostanti la città. Lo storico Andrew Hopper descrisse Hull come "probabilmente la cittadina fortificata più inespugnabile d'Inghilterra".
A differenza di gran parte dello Yorkshire, che disponeva di un misto di forze a favore del parlamento o a favore del re, Hull e l'East Riding dello Yorkshire erano passate nelle mani uniche dei Parlamentartisti. L'area inoltre era composta prevalentemente da puritani che si opponevano alle pratiche religiose di Carlo I.

### Sir John Hotham

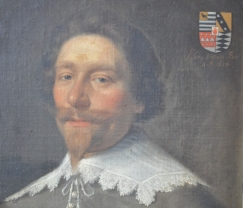
Sir John Hotham

Sir John Hotham aveva combattuto nella fase palatina della guerra dei trent'anni nella prima parte del XVII secolo prima di tornare in Inghilterra e di essere eletto deputato al parlamento per l costituente di Beverley. Questi era stato uno dei favoriti di Thomas Wentworth che lo nominò governatore di Hull nel 1628. Hotham si oppose però sia al re che a Wentworth durante le Guerre dei Vescovi e venne rimpiazzato come governatore nel 1639. L'anno successivo subì ulteriori punizioni da Wentworth, e pertanto decise che avrebbe usato la politica come arma di contrasto contro i soprusi.

## Preludio
Per il grande arsenale presente a Hull, entrambe le parti in guerra erano desiderose di controllare la città. L'11 gennaio, Carlo I nominò il conte di Newcastle quale nuovo governatore Hull e gli ordinò di prendere la città per conto dei Realisti. Nel contempo, Hotham ottenne la medesima posizione per ordine del parlamento inglese. Il conte Newcastle giunse a Hull il 15 gennaio con le lettere del re che offrivano il perdono ufficiale alla popolazione e ordinava ad essa di permettere ai suoi delegati di entrare nel magazzino di armi ivi presente. Sapendo la risposta che avrebbe potuto ottenere, il conte inizialmente tentò di ottenere l'accesso con lo pseudonimo di "Sir John Savage", ma venne riconosciuto e costretto a rivelare la sua vera identità. In mancanza di uomini o di influenza in loco, il conte di Newcastle non riuscì ad entrare in città e inviò un messaggio al re dicendogli che "la città non vuole ammettermi in nessun modo, ed io qui sto perdendo la pazienza". Il figlio di Hotham, il capitano John Hotham, deputato per la costituente di Scarborough, giunse appena fuori dalle mura di Hull appena tre giorni dopo, con 300 miliziani di suo padre. Il capitano Hotham non ottenne anch'egli il permesso di entrare in città, ma dopo aver minacciato di far rapporto al parlamento, ottenne infine il permesso di entrare per ragioni d'emergenza.
Carlo I, intanto, si trovava a York, a circa 35 km più a nord di Hull. Il 18 marzo Sir John Hotham giunse a Hull per assumere il governatorato della città. La guarnigione disponeva di 1000 soldati.

### Re Carlo chiede di entrare in città

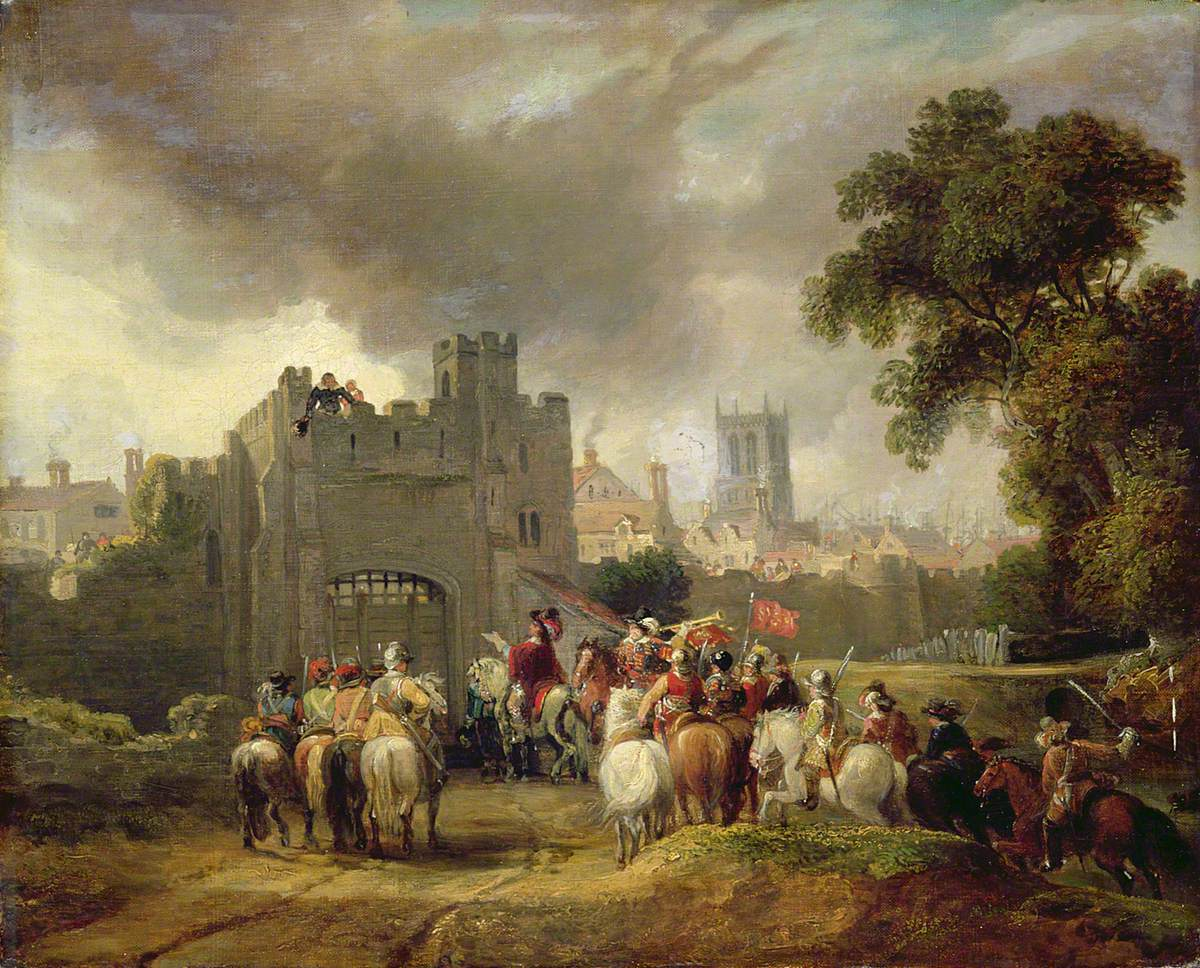
Dipinto del XIX secolo che raffigura re Carlo I d'Inghilterra che chiede di entrare a Hull.

Desideroso di ottenere il controllo dell'arsenale di Hull prima che questo potesse essere spostato dai Parlamentaristi a Londra, Carlo si portò personalmente a Hull, ma venne preceduto un gruppo composto da suo figlio di appena otto anni, il duca di York (poi re Giacomo II d'Inghilterra), da suo nipote, il deposto elettore palatino Carlo I Luigi del Palatinato e da diversi membri della nobiltà inglese, assieme a cinquanta uomini armati.
Il gruppo venne ammesso in città il 22 aprile ed ospitato presso l'abitazione del sindaco locale. Carlo Luigi portò al sindaco la notizia che il sovrano lo avrebbe incontrato il giorno successivo. Secondo gli accordi, la mattina successiva sir Lewis Dyve giunse ai cancelli della città, annunciando che re Carlo intendeva cenare in paese quel giorno. Hotham tenne una riunione con gli anziani del villaggio e si risolse a non permettere che Carlo entrasse a Hull, assicurando la chiusura dei cancelli e l'alzata dei ponti levatoi.
Carlo si avvicinò al Beverley Gate la mattina del 23 aprile accompagnato da diversi nobili del luogo, il conte di Montrose, il conte di Lindsey, il principe Ruperto del Palatinato e un esercito al seguito. L'araldo del re ne annunciò l'arrivo e chiese alla città di permettere l'ingresso al gruppo sino all'arsenale, sulla base del fatto che esso apparteneva alla Corona. Hotham si posizionò sulle mura vicino all'entrata, e annunciò che malgrado la sua fedeltà al re, non poteva ammettere l'ingresso di questi al villaggio senza infrangere la fiducia che il parlamento inglese aveva riposto in lui. Offrì come controparte al re di entrare in città con una piccola scorta di dodici uomini, ma quando il re ne chiese almeno trenta, Hotham obbiettò, preoccupato che i Realisti potessero trovare simpatizzanti in città. Le due parti continuarono a discutere sino a prima sera, periodo nel quale Hotham offrì anche del cibo al re, calandolo dalle mura. Frustrato da questo comportamento, il re dichiarò Hotham traditore e suggerì alla popolazione locale di gettarlo dalle mura della città, ma questa dichiarazione non ebbe alcun effetto ed i realisti dovettero ritirarsi a Beverley.
Il parlamento rispose all'accusa del re verso Hotham che questi aveva semplicemente eseguito gli ordini affidatigli e che il re aveva prevaricato le sue competenze. Questa dichiarazione del parlamento portò la causa di Hotham all'attenzione della nazione intera; come divenne tipico durante la guerra civile, il parlamento celebrò la sua vittoria sul re con un pamphlet di propaganda. In un discorso tenuto da Hotham il 23 maggio, nel quale giustificava le sue azioni verso il sovrano, venne pubblicato in forma di un pamphlet che ebbe un successo tale che coloro che sostenevano il parlamento divennero noti come "Hothamiti". I Realisti pubblicarono invece una vignetta nella quale Hotham si dichiarava superiore al re e il parlamento ordinò che tale vignetta fosse pubblicamente bruciata in segno di sdegno.
Hotham divenne sempre più preoccupato per la prospettiva di rivolte a Hull. Per evitare diserzioni, perciò, Hotham diffuse la voce che il re aveva dichiarato che qualsiasi uomo fuori dalle mura sarebbe stato ucciso all'istante. Alla fine di maggio, in risposta alle preoccupazioni di Hotham, il parlamento gli inviò Sir William Airmyn, Sir William Strickland, John Alured, Michael Warton, Henry Darley e Peregrine Pelham assieme al capitano Hotham. Nel corso del mese, il parlamento fece trasportare i tre quarti dell'arsenale di Hull a Londra dove giunsero il 30 maggio.

## L'assedio
Dopo aver rifiutato l'ingresso del re ad aprile, Hotham dovette reprimere diversi complotti tramati da personalità interne al villaggio. Nel suo resoconto della guerra civile, il conte di Clarendon suggerì l'idea che Hotham stesse nel contempo pensando di tener duro col villaggio e di proclamarsi re. Lord Digby era stato catturato da una nave dei Parlamentaristi, ma finse di essere un francese che non sapeva parlare inglese. Venne portato a Hull dove si incontrò con Hotham, davanti al quale ammise la sua vera identità. Digby tentò di persuadere Hotham a consegnare Hull al re. I due si accordarono segretamente sul fatto che se il re si fosse avvicinato alla città con forze sufficienti, allora Hotham avrebbe finto di opporre resistenza per poi arrendere con termini onorevoli l'insediamento. Digby si portò a York, sempre travestito da francese, ed informò Carlo I del piano.

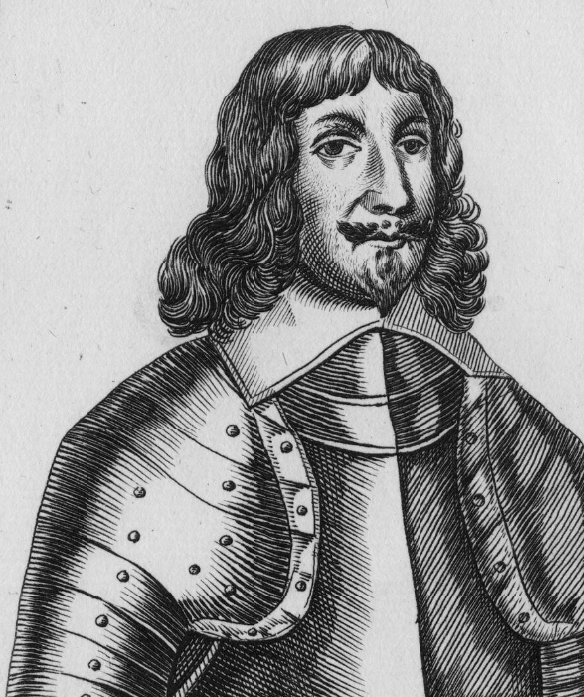
Sir John Meldrum venne inviato dal parlamento sia per prestare assistenza ad Hotham, sia per assicurarsi la sua lealtà.

Il 3 luglio, Carlo I marciò da York con 3000 fanti e 1000 cavalieri. Al suo arrivo, anziché ammettere il re come d'accordo, Hotham si schierò contro di lui. Le difese di Hull erano state ulteriormente migliorate nel frattempo e l'esercito male equipaggiato del re appariva insufficiente a conquistare la città. Carlo pensò di bloccare la città e prenderla per fame, ma Thomas Glemham, ex governatore, gli aveva riferito come il parlamento avesse di fatto il controllo del tratto di mare attorno alla città, da dove la marina poteva facilmente rifornire l'insediamento. Il parlamento inviò ulteriori rinforzi (tra i 500 ed i 1500 uomini in tutto) che giunsero via mare il 10 luglio, guidati da sir John Meldrum. Oltre a comandare la guarnigione supplementare, Meldrum era stato inviato dal parlamento per prendere il comando della guarnigione, essendo sorti dei sospetti sulla lealtà di Hotham. Per difendere al meglio la città, Hotham ordinò l'apertura dei cancelli, ma nel contempo ordinò l'apertura delle chiuse sul fiume per inondare la terra attorno alla città.
Il parlamento controllava la marina, ma i Realisti riuscirono ad inviare comunque una nave lungo il fiume Humber sino a Keyingham, a 10 miglia ad est di Hull, con a bordo otto pezzi d'artiglieria per la costituzione di una batteria d'artiglieria ad est della città. L'assedio di Hull iniziò il 10 o il 15 luglio, e venne ritenuto dagli storici il "battesimo del sangue" della prima guerra civile inglese. Secondo John Rushworth, Meldrum attaccò le forze del re con 500 uomini. La cavalleria dei realisti si ritirò verso Beverley di fronte alla minaccia del nemico. Le forze di Meldrum si gettarono all'inseguimento, uccidendo due nemici e catturandone trenta. Carlo I, frustrato nei suoi sforzi di catturare la città, si ritirò da Hull, lascianodo il conte di Lindsey al comando delle sue forze.. Un'altra sortita di Meldrum compiuta il 27 luglio attaccò l'arsenale realista presso Anlaby, ad ovest di Hull, catturando quindici cannoni e un mortaio da 36 libbre. Dopo questa perdita, i realisti lasciarono l'assedio e si ritirarono a York.

## Conseguenze
A meno di quattro settimane dal loro ritiro da Hull, il 22 agosto 1642, Carlo I ed i suoi levarono lo stendardo regale sulla città di Nottingham. Il re proclamò conte di Essex e per estensione tutto il parlamento, quali traditori della patria, dando ufficialmente inizio alla prima guerra civile inglese. Assicuratosi Hull ed il suo arsenale, il parlamento si trovò meglio equipaggiato rispetto ai suoi avversari.
Nel settembre del 1642, Ferdinando Fairfax, lord Fairfax, siglò un patto di non aggressione coi realisti locali nel tentativo di mantenere la pace nello Yorkshire. Hotham si dichiarò contrario a quella mossa, e dopo essersi espresso pubblicamente contro di esso, ruppe il patto attaccando per suo conto Selby ed il castello di Cawood all'inizio di ottobre, motivo per cui i realisti si vendicarono poi attaccando il quartier generale di lord Fairfax presso Bradford. I dubbi di Hotham se abbandonare o meno la sua fedeltà al re rimanevano e per questo tentò dei negoziati. Il capitano Hotham venne arrestato per slealtà da Oliver Cromwell nel giugno 1643 ma riuscì a fuggire. Dal momento che era ormai chiaro come gli Hotham, padre e figlio, volessero slegarsi dal parlamento, gli stessi parlamentari ordinarono a Matthew Boynton di prendere il controllo di Hull, cosa che venne fatta il 29 giugno. Hotham fuggì a Beverley, dove venne catturato e portato a Londra. Entrambi gli Hotham vnenero inviati alla Torre di Londra dove vennero processati e condannati a morte alla fine di gennaio del 1645, malgrado il parere contrario della Camera dei Comuni.
Nel 1642, i Parlamentaristi ebbero mano libera nell'East Riding dello Yorkshire, ma subirono delle perdite importanti l'anno successivo ed a giugno avevano in pugno solo poche città nell'area, tra cui Hull. Ad agosto, l'esercito realisa era salito a 16 000 uomini al comando del conte di Newcastle, riuscendo a catturare Beverley, fatto che costrinse sir Thomas Fairfax, figlio di lord Fairfax, a ritirarsi a Hull. La città venne assediata per la seconda volta nella guerra tra il 2 settembre ed il 12 ottobre. Il conte di Newcastle bombardò Hull con diciotto cannoni d'artiglieria. La città subì pesanti danni dagli attacchi, ma fu ancora in grado di essere rifornita via mare ed all'inizio di ottobre i Parlamentaristi riuscirono a danneggiare le posizioni nemiche. Con la sconfitta dei realisti nella battaglia di Winceby, il conte di Newcastle dovette nuovamente abbandonare l'assedio per ritirarsi a York.